# Michel Delpech (album, 1975)
Pour les articles homonymes, voir Michel Delpech (album) et Quand j'étais chanteur (homonymie).
Albums de Michel Delpech
Le Chasseur
(1974) 5 000 kilomètres
(1979)
Singles
1. Quand j'étais chanteur
Sortie : 1975
2. Ce lundi-là
Sortie : 1975
3. Tu me fais planer
Sortie : 1976
4. La fille avec des baskets
Sortie : 1976

Michel Delpech, parfois appelé Quand j'étais chanteur, est le cinquième album studio de Michel Delpech, sorti en 1975.

## Liste des titres
Toutes les paroles sont écrites par Michel Delpech et Jean-Michel Rivat.
| No  | Titre                               | Musique        | Durée |
| --- | ----------------------------------- | -------------- | ----- |
| 1.  | La Mort de l'âne                    | Michel Pelay   | 2:47  |
| 2.  | Ce lundi-là                         | Roland Vincent | 3:13  |
| 3.  | Une destinée                        | Roland Vincent | 2:20  |
| 4.  | Avez-vous vraiment essayé d'aimer ? | Michel Pelay   | 4:07  |
| 5.  | Le fleuve qui coule en silence      | Alain Wisniak  | 3:13  |
| 6.  | Il y en a encore                    | Roland Vincent | 3:41  |
| 7.  | La Fille avec des baskets           | Alain Wisniak  | 3:18  |
| 8.  | Draguez-moi                         | Michel Pelay   | 2:40  |
| 9.  | Tu me fais planer                   | Claude Morgan  | 4:05  |
| 10. | Même Germaine elle était stoned     | Michel Pelayg  | 1:16  |
| 11. | Quand j'étais chanteur              | Roland Vincent | 3:54  |